# Zohar Strauss

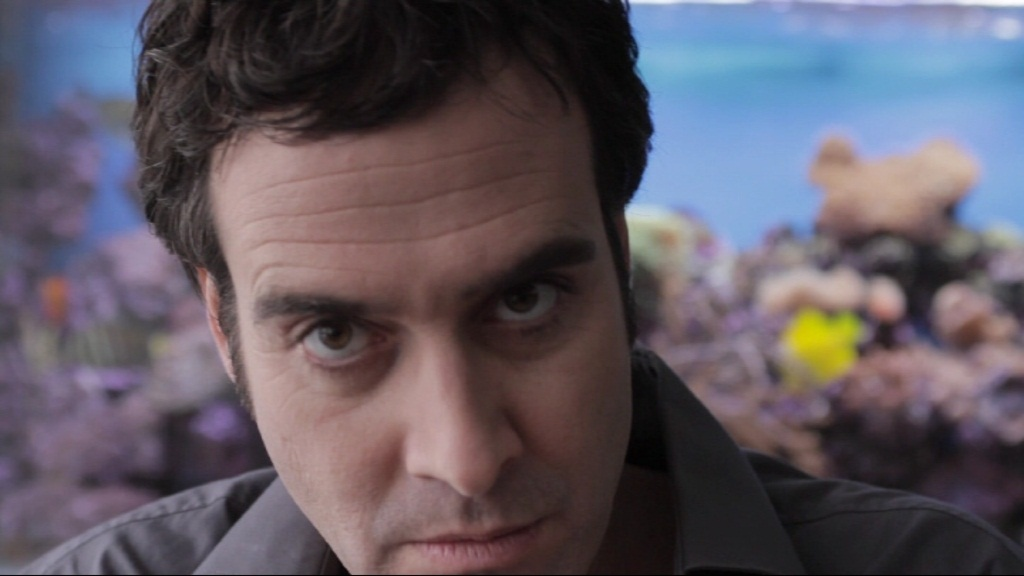
Sohar Strauss

Zohar Zalman Strauss (hebräisch זהר זלמן שטראוס; * 4. März 1972 in Haifa, Israel) ist ein israelischer Schauspieler.

## Leben
Strauss leistete seinen Militärdienst im Sanitätskorps. Danach studierte er Jura an der Universität Leicester und schloss 1998 mit einem Bachelor of Laws (LLB) ab. Anschließend wechselte er an die Joram Lewinstein Schauspielschule in Tel Aviv, wo er seine Ausbildung in 2001 beendete.
Sein Leinwanddebüt gab er 2001 in dem  Film Mars Turki (hebräisch für Backgammon; englischer Titel: "Clean Sweep"). Sein Bühnendebüt fand am 21. März 2003 am Herzlia Theater statt. Er spielte den Romeo in Seʾev Klatis Parodie Kescher ha-Jareʿach ("Die Mondverbindung").
Er spielte verschiedene Rollen in Filmen, unter anderem in Beaufort, Jellyfish – Vom Meer getragen, Lebanon und Du sollst nicht lieben. In 2010 gastierte er in Roqdim im Kochavim, der israelischen Fassung von Strictly Come Dancing. Von 2008 bis 2012 spielte er den Awri in dem Fernsehdrama Srugim ("gestrickt"). Seine bekannteste Rolle auf der Bühne war McMurphy in der 2010er Produktion von Einer flog über das Kuckucksnest am Theater Beʾer Scheva.
Strauss erhielt 2009 den Ophir Preis in der Kategorie Bester Nebendarsteller für seine Rolle in Lebanon. Er war 2006 und 2013 in derselben Kategorie (Things Behind the Sun) und (Magic Men) nominiert.

## Filmografie
- 2001: Mars Turkey
- 2006: Ima'lle (Fernsehserie)
- 2006: Hayey Kelev (Fernsehserie)
- 2006: Things Behind the Sun
- 2006: Ha-Makom (Fernsehserie)
- 2007: Beaufort
- 2007: Jellyfish – Vom Meer getragen (Meduzot)
- 2007: Srugim (Fernsehserie)
- 2008: Du sollst nicht lieben (Einayim Pkuchot)
- 2009: Lebanon
- 2009: Kirot
- 2010: Miral
- 2011: Downtown Precinct (Fernsehserie)
- 2012: Maasiya Urbanit
- 2013: Shtisel (Fernsehserie)
- 2014: Magic Men
- 2015: Atomic Falafel (Falafel atomi)
- 2015: Saguri Imperia (Fernsehserie)
- 2017: The Cakemaker (HaʾOfeh miBerlin)